# Gracilinanus aceramarcae
Espèce
Répartition géographique
Statut de conservation UICN

 LC  : Préoccupation mineure
Gracilinanus aceramarcae est une espèce d'opossums de la famille des Didelphidae et originaire de Bolivie et du Pérou.